# World Rock'n'Roll Confederation
La World Rock'n'Roll Confederation (it. "Confederazione Mondiale di Rock'n'Roll", sigla WRRC), è la federazione internazionale che governa gli sport del rock'n'roll e del boogie-woogie, del Lindy Hop e del jitterbug. La sua sede si trova a Lubiana, in Slovenia. L'attuale presidente è la slovena Miriam Kerpan Izak.
La WRRC è inoltre membro ufficiale della IDSF, della GAISF e del CIO.

## Storia
Nel 1974 l'Italia, la Francia, la Germania e la Svizzera fondarono l'European Rock'n'Roll Association (ERRA); più tardi si iscrissero a questa neonata federazione l'Austria, i Paesi Bassi e le due nordiche Danimarca e Svezia. Fu però solamente a seguito dell'entrata del Canada che tale federazione divenne di stampo mondiale e si decise di cambiarle il nome in World Rock'n'Roll Association (WRRA).
L'attuale federazione fu però fondata nel 1984, a dieci anni di distanza dalla prima, grazie alla fusione della WRRA con la FMDJ (Fédération Mondial de Dance de Jazz).
Nel 1995 per la WRRC arrivò il provvisorio riconoscimento da parte del CIO; nel frattempo due anni più tardi, a seguito di una lunga battaglia condotta dalla IDSF, la danza sportiva fu inserita nel programma dei World Games ed essendo ormai membro CIO a tutti gli effetti alla WRRC fu permesso di partecipare ai giochi nella specialità del rock and roll dall'edizione 2005.

## Federazioni appartenenti

### Europa
1. FIDS (fondatrice) - 1974
2. FFD (fondatrice) - 1974
3. DRBV (fondatrice) - 1974
4. SRRC (fondatrice) - 1974
5. ÖRRV
6. NRRA
7. DRRF
8. DSF
9. FBRB
10. PZS
11. BARRF
12. STUL
13. LTSV
14. MTASZ
15. CSAR
16. SFAR
17. PRAU (per il rock and roll)
18. PBWU (per il boogie woogie)
19. RRRF
20. HRRS
21. LRRF
22. NDF
23. AERA
24. FESDS
25. ARRFU
26. PSSBIH
27. ESTL
28. BRRF

### Nord America
1. ACRRA
2. AMRA
3. USRRDF

### Asia
1. Heartbeat Dance Studios